# Ryan Bertrand
Ryan Dominic Bertrand, född 5 augusti 1989 i Southwark, London, är en engelsk före detta fotbollsspelare. Han spelade under sin karriär för Englands landslag. 

## Karriär
Bertrand gjorde debut för Chelseas A-lag den 20 april 2011 mot Birmingham, där han gjorde assist till Florent Malouda som nickade in 3-0 (slutresultat; 3-1). Bertrand gjorde sin Champions League-debut i Champions League-finalen 2012 mot Bayern München där Chelsea tog hem sitt första Champions League-guld.
Den 30 juli 2014 lånades Bertrand ut till Southampton på ett låneavtal över säsongen 2014/2015. Den 2 februari 2015 blev Bertrand klar för en permanent övergång till Southampton, där han skrev på ett 4,5-årskontrakt. Den 12 juli 2016 skrev han på ett nytt femårskontrakt med klubben. Den 12 maj 2021 meddelade Bertrand att han skulle lämna Southampton i samband med att hans kontrakt gick ut i slutet av säsongen.
Den 15 juli 2021 värvades Bertrand av Leicester City, där han skrev på ett tvåårskontrakt. Efter säsongen 2022/2023 lämnade Bertrand klubben och i juni 2024 meddelade han att fotbollskarriären var slut.

## Meriter

### Chelsea FC
- UEFA Champions League: 2012
- FA-cupen: 2012